# Transversotrema lacerta
Transversotrema lacerta is een soort in de taxonomische indeling van de platwormen (Platyhelminthes). De worm is tweeslachtig en kan zowel mannelijke als vrouwelijke geslachtscellen produceren. De soort leeft in zeer vochtige omstandigheden. 
De platworm behoort tot het geslacht Transversotrema en behoort tot de familie Transversotrematidae. De wetenschappelijke naam van de soort werd voor het eerst geldig gepubliceerd in 2010 door Hunter, Ingram, Adlard , Bray & Cribb.